# Knightieae
Knightieae es una tribu de plantas de la familia Proteaceae que tiene los siguientes géneros.
Una tribu de 4 géneros que se extiende desde el noreste de Queensland, a Nueva Zelanda y Nueva Caledonia. En Australia, dos géneros son endémicos.

## Géneros
- Cardwellia
- Darlingia
- Eucarpha
- Knightia